# 1865年逝世人物列表
1865年逝世人物列表：1月 - 2月 - 3月 - 4月 - 5月 - 6月 - 7月 - 8月 - 9月 - 10月 - 11月 - 12月
下面是1865年逝世的知名人士列表。

## 1月

### 1月14日
- 瑪麗-安妮·利伯特，比利時植物學家

### 1月19日
- 皮埃爾-約瑟夫·普魯東，法國哲學家，無政府主義者

### 1月28日
- 菲利斯·羅曼尼，義大利詩人、劇作家

## 2月

### 2月6日
- 伊莎貝拉·比頓，英國廚師，家庭管理專家[1]

## 3月

### 3月1日
- 安娜·巴甫洛夫娜，荷蘭王后

### 3月20日
- 山南敬助，日本武士

### 3月30日
- 亞歷山大·杜赫諾維奇，俄羅斯牧師、作家和社會活動家

## 4月

### 4月1日
- 约翰·弥尔顿，佛羅里達州州長
- 裘蒂塔·帕斯塔，義大利女高音

### 4月2日
- A. P. Hill，美國邦聯將軍

### 4月13日
- Achille Valenciennes，法國動物學家

### 4月15日
- 亚伯拉罕·林肯，美國第16任總統

### 4月18日
- 萊昂·讓·瑪麗·杜福爾，法國醫生、博物學家

### 4月24日
- 尼古拉·亞歷山德羅維奇，俄羅斯沙皇

### 4月26日
- 约翰·威尔克斯·布斯，美國演員，刺殺亞伯拉罕·林肯

### 4月28日
- 撒母耳·庫納德爵士，加拿大商人，冠達航運公司創始人

## 5月

### 5月5日
- 本·霍爾，澳大利亞叢林護林員

### 5月10日
- 威廉·阿姆斯壯，美國律師、公務員、政治家和商人[2]

## 7月

### 日期不詳
- 迪米特裡斯·普拉普塔斯，希臘軍事領袖

### 7月6日
- 瑞典的索菲亞·威廉明娜，巴登大公夫人

### 7月7日
- 林肯遇刺案陰謀者（被處決）
  - 路易斯·鮑威爾
  - 大衛·赫羅德
  - 喬治·阿澤羅特
  - 瑪麗·蘇拉特

### 7月25日
- 詹姆斯·巴里，英國軍事外科醫生

## 8月

### 8月4日
- 珀西瓦爾·德雷頓，美國海軍軍官

### 8月12日
- 威廉·杰克逊·胡克，英國植物學家

### 8月13日
- 伊格納茲·塞麥爾維斯，匈牙利醫生

### 8月16日
- 弗雷德里克·斯托文爵士，英國陸軍上將

### 8月27日
- 湯瑪斯·錢德勒·哈利伯頓，加拿大作家

### 8月29日
- 羅伯特·雷馬克，德國胚胎學家、生理學家和神經學家

## 9月

### 9月2日
- 威廉·羅文·漢密爾頓，愛爾蘭數學家

### 9月10日
- 瑪麗亞·西爾夫萬，芬蘭演員

### 9月25日
- 安德烈斯·德·圣克鲁斯，秘魯軍官、秘魯第七任總統和玻利維亞總統

## 10月

### 10月16日
- 安德烈斯·贝略，委內瑞拉詩人、立法者、教師、哲學家和社會學家

### 10月18日
- 第三代巴麥尊子爵亨利·坦普爾，英國首相

### 10月24日
- 保羅·柏格爾（Paul Bogle），牙買加活動家、浸信會執事和莫蘭特灣叛亂領袖。（已執行）

## 11月

### 11月10日
- 亨利·維爾茲，瑞士出生的美國同盟軍軍官，戰俘營指揮官（被處決）

### 11月12日
- 伊莉莎白·加斯克爾，英國小說家、傳記作家

### 11月28日
- 何塞·曼努埃爾·帕雷哈，西班牙海軍上將（自殺）
- William Machin Stairs，加拿大商人，政治家

### 11月29日
- Isaac A. Van Amburgh，美國馴獸師

## 12月

### 12月6日
- 塞巴斯蒂安·伊拉迪埃，西班牙作曲家

### 12月10日
- 比利時國王利奥波德一世

### 12月14日
- Johan Georg Forchhammer，丹麥地質學家

### 12月17日
- 路易吉·恰基，義大利紅衣主教